# Yasniel Toledo
Yasniel Toledo López (ur. 15 września 1989) – kubański bokser, amatorski wicemistrz świata i mistrz igrzysk panamerykańskich, brązowy medalista igrzysk olimpijskich.
Sukcesy rozpoczął odnosić już w wieku juniorskim. W 2005 w Liverpoolu został mistrzem świata kadetów. W roku 2007 był mistrzem Kuby w wadze koguciej, a w roku 2008 przegrał walkę o nominację olimpijską do Pekinu z Yankielem Leónem.
W roku 2011 reprezentował Kubę na mistrzostwach świata w Baku w wadze lekkiej. Kolejno pokonał Ángela Gutiérreza (Meksyk), Luke Jacksona (Australia), Soon-Chul Hana (Korea Południowa) zdobywając nominację olimpijską. W półfinale wygrał z Kazachem Gani Żajłauowem, a w finale został pokonany przez Wasyla Łomaczenkę z Ukrainy. Dwa tygodnie później wystąpił  w Igrzyskach Panamerykańskich w Gudalajarze i zdobył złoty medal. Kolejno pokonał Julio Lagunę (Nikaragua), ponownie Ángela Gutiérreza i w finale Brazylijczyka Robsona Conceição.
W 2012 na Igrzyskach Olimpijskich w Londynie pokonał Chińczyka Liu Qianga a w ćwierćfinale ponownie Żajłauowa (Kazachstan). W półfinale, tak jak w mistrzostwach świata, przegrał z Ukraińcem Łomaczenką zdobywając brązowy medal.
Zdobył srebrny medal w wadze lekkopółśredniej na mistrzostwach świata w 2013 w Ałmaty po porażce w finale z Merejem Akszałowem z Kazachstanu, a na mistrzostwach świata w 2015 w Doha wywalczył w tej kategorii medal brązowy – w półfinale pokonał go późniejszy mistrz Witalij Dunajcew z Rosji.